# Tiina Nopola
Tiina Nopola (née le 5 septembre 1955 à Helsinki) est un écrivain et journaliste finlandais.

## Biographie
Tiina est la sœur de Sinikka Nopola.

## Œuvres

### Livres
- Siiri ja kolme Ottoa (2002)
- Siiri ja yläkerran Onni (2003)
- Siiri ja sotkuinen Kerttu (2004)
- Siiri ja kamala possu (2005)
- Siiri ja Kertun kirppu (2006)
- Siiri ja hurja Hunskeli (2008)
- Siirin jouluyllätys (2009)
- Siiri ja kauhea kummitus (2010)
- Siiri tekee maalin (2011)
- Siiri ja lumimies (2012)
- Siiri ja villi taapero (2013)
- Siiri ja kadonnut tähti (2014)
- Siiri löytää simpukan (2015)

### avec Sinikka Nopola
- Heinähattu ja Vilttitossu (1989–2006)
- Heinähattu, Vilttitossu ja Kalju-Koponen (2012)
- Heinähattu, Vilttitossu ja ärhäkkä koululainen (2013)
- Heinähattu ja Vilttitossu, spectacle (1994)
- Heinähattu, Vilttitossu ja suuri pamaus, opéra + CD (2002)
- Heinähattu, Vilttitossu ja Rubensin veljekset, spectacle  (2003)
- Heinähattu, Vilttitossu ja Littoisten riiviö, spectacle  (2004)
- Risto Räppääjä -kirjasarja (1997 )
- Risto Räppääjä, animaatiosarja, TV2 (2000-2001)
- Risto Räppääjä ja Nuudelipää, spectacle (2002)
- Risto Räppääjä ja pakastaja-Elvi, spectacle + CD-levy (2002)
- Risto Räppääjä, musiikkielokuva (2008)
- Risto Räppääjä ja polkupyörävaras, film (2010)
- Risto Räppääjä ja viileä Venla, film (2012)
- Risto Räppääjä ja liukas Lennart, film (2014)
- Risto Räppääjä ja Sevillan saituri, film (2015)
- TV1:n joulukalenteri
- Rauhallinen Erkki, livre illustré (2001)
- Rauhallinen Erkki harrastaa, livre illustré (2010)
- Rauhallinen Erkki ja hiutalepoika, livre illustré (2013)
- Simo ja Sonia eli kadonnut Kerala (2009)
- Simon ja Niilon kadonnut kissa (2011)
- Gekko ja Puupponen (2010)
- Gekko, Puupponen ja suloinen Rose (2011)

## Prix et reconnaissance

### avec Sinikka Nopola
- Prix Arvid Lydecken, (1991)
- Prix Tirlittan , (1994)
- Nomination au Prix Finlandia Junior, (2001)
- Prix Onnimanni, (2002)
- Prix Pirkanmaan Plättä, (2002)
- Vuoden Valopilkku (2002)
- Médaille Anni Swan (2003),
- Prix Pirkanmaan Plättä, (2004)
- Prix Pirkanmaan Plättä, (2006)